# Synové Horovi

Horus s podobou sokola

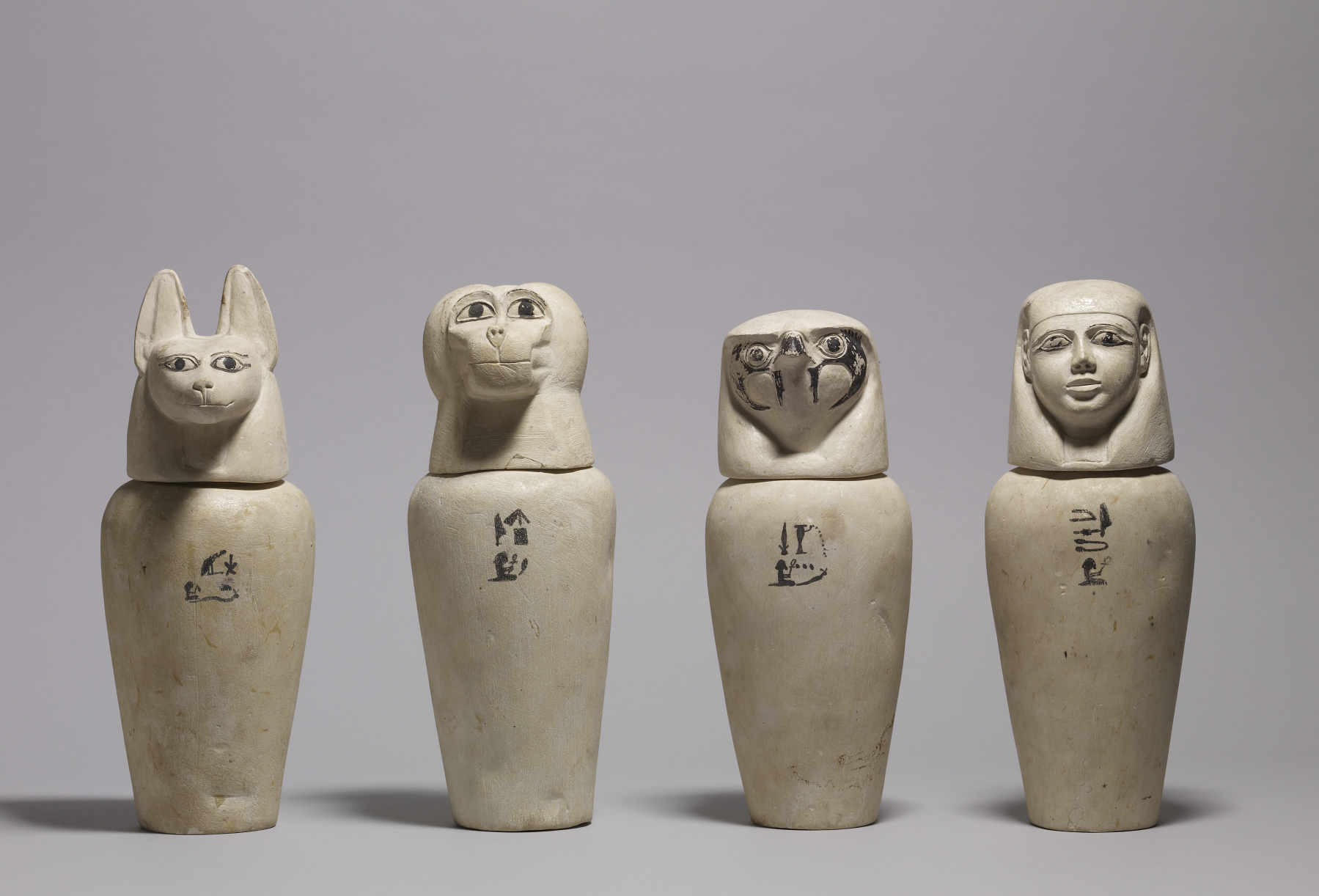
Synové Horovi, kanopy se jmény čtyř synů Hora; zleva Duamutef, Hapi, Qebehsenuef, Imsety

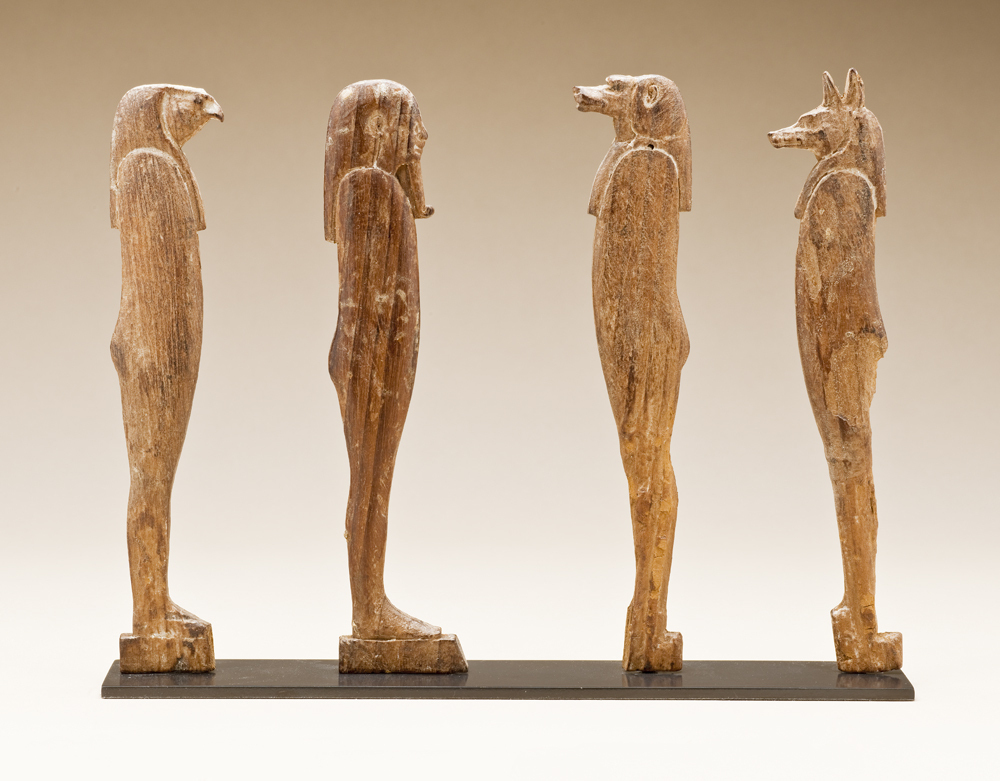
Synové Hora, dřevěné sošky, Egypt 26. dynastie

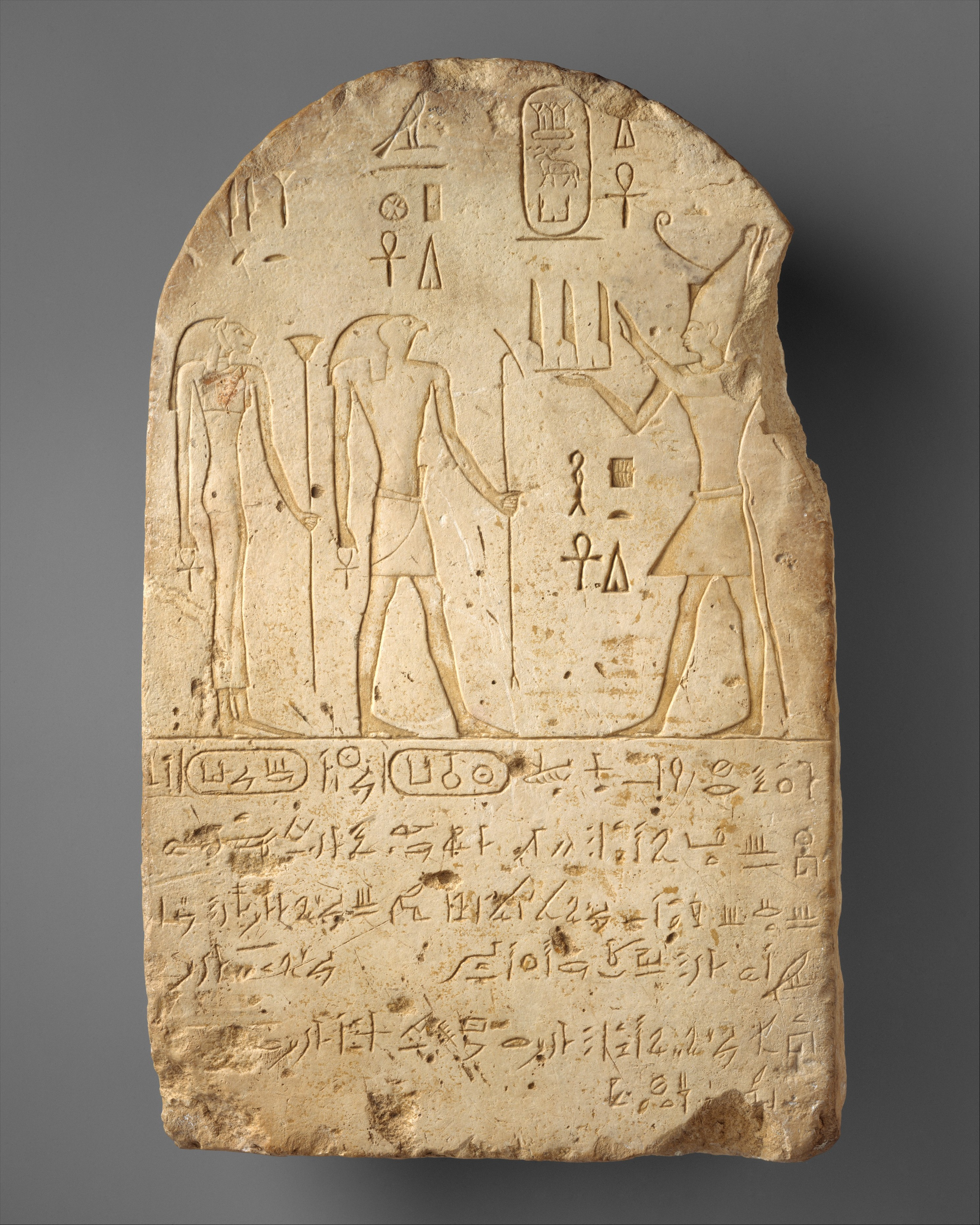
Král Shebaka 25. dynastie obětuje bohyni Wadjet a Horovi z Pe, uctívané ve městě Buto

Horovi synové je původní egyptské označení skupiny čtyř, převážně pohřebních staroegyptských bohů, pokládaných za syny boha Hora v jeho významově a lokálně variantních jménech, a to například  
() Horus s rohy boha Khnema, () Horus starý, () Horus pohledný. Dalších osm vyskytujících se jmen zmiňuje  Budge. Otcem synů  je  Horus, matkou je  Isis. 

## Mytologie
Jejich votivní postavy tvarované do pohřebních kanop k ukládání vnitřních orgánů zemřelého, jako součást mumifikace a také součást pohřební výbavy, jsou nacházeny v zachovaných hrobkách a datují se už ve Střední říši. Postavy synů jsou rovněž zobrazovány ve výzdobách hrobek, jako je v hrobce připisované faraonu Ajemu z 18. dynastie, kde jsou synové zobrazeni jako čtyři zcela lidské mumifikované královské postavy, sedící ve dvojicích po stranách obětního stolu, přičemž Duamutef a Kebehsenuf mají na hlavách hornoegyptskou bílou korunu , zatímco Imset a Hapi nesou červenou korunu Dolního Egypta . Panovník je zobrazen s korunou obou zemí Pšechent    Synové Horovi byli zároveň i představiteli větrů vanoucích ze čtyř světových stran, případně světových stran samotných, Duamutef východní, Hapi severní, Kebehsenuf západní a Imset jižní. Horus k tomu pravil:
Dejte dva bratry Butovi a dva bratry do  Hierakonopolis, v této mé společnosti budou se mnou spojeni na věčnost aby země vzkvétala a nepokoje ustaly

V Textech pyramid jsou synové Hora zmiňováni jako „přátelé krále“ a zemřelému faraonovi pomáhají při jeho výstupu na nebesa. Později jsou obecně zmiňováni jako ochránci zemřelých, zejména před hladem a žízní.

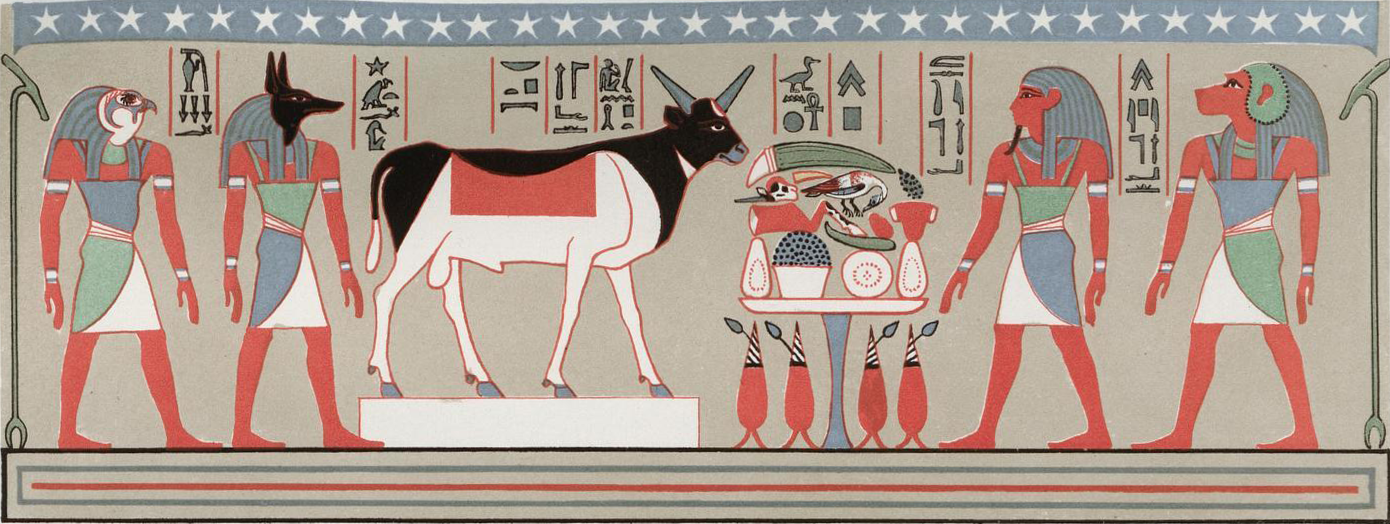
Synové Hora představují dary pro Apise k jeho úmrtí za vlády faraona Haremheba, hrobka KV57, XVIII. dynastie

| Jméno      | Podobnost | Kanopa pro orgán mumie | Územní dominance Egypta | Božská patronka | vzhled |
| ---------- | --------- | ---------------------- | ----------------------- | --------------- | ------ |
| Imsety     | Osoba     | játra                  | Jih                     | Eset            |        |
| Duamutef   | Šakal     | žaludek                | Východ                  | Neit            |        |
| Hapi       | Pavián    | plíce                  | Sever                   | Nebthet         |        |
| Kebehsenuf | Sokol     | střeva                 | Západ                   | Selket          |        |